# 8기통 직렬 엔진

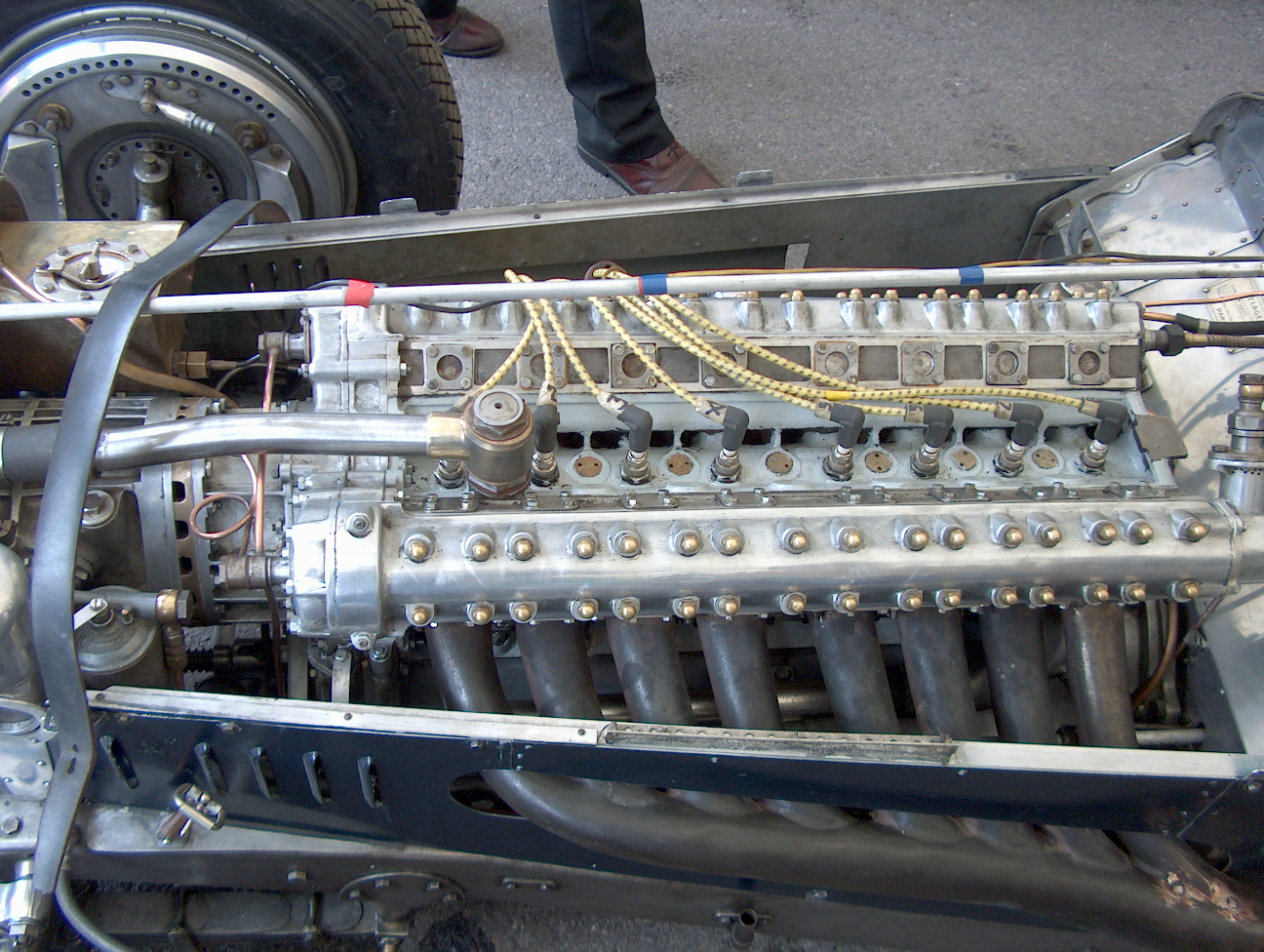
들라주 직렬 8기통 경주용 엔진

점화 순서 1-4-7-3-8-5-2-6인 8기통 직렬 엔진

8기통 직렬 엔진은 8개의 실린더가 모두 크랭크실을 따라 일직선으로 장착된 8기통 내연기관이다. 이 형식은 사이드 밸브, IOE, 오버헤드 밸브 엔진, 슬리브 밸브 및 오버헤드 캠 구성으로 생산되었다.
직렬 8기통은 고유한 1차 및 2차 균형을 위해 타이밍을 맞출 수 있으며, 불균형한 1차 또는 2차 힘이나 모멘트가 없다. 그러나 모든 엔진에서 어느 정도 존재하는 크랭크축의 비틀림 진동은 크랭크축 액세서리 끝에 하모닉 댐퍼를 사용할 필요가 있을 정도로 충분하다. 이러한 댐핑이 없으면 후방 메인 베어링 저널 근처에서 피로 균열이 발생하여 엔진 고장으로 이어질 수 있다.
직렬 6기통 엔진도 고유한 1차 및 2차 균형을 위해 타이밍을 맞출 수 있지만, 직렬 8기통은 회전당 더 많은 동력 행정을 발생시키므로 직렬 6기통보다 부하 시 더 부드럽게 작동한다. 또한, 회전당 동력 행정 수가 짝수이기 때문에 직렬 8기통은 낮은 엔진 속도에서 차량의 구동계에 불쾌한 홀수 차수 고조파 진동을 발생시키지 않는다.
직렬 8기통의 부드러운 작동 특성으로 인해 과거에는 고급차 및 경주용 자동차에서 인기가 많았다. 그러나 엔진의 길이가 길어 긴 엔진룸을 사용해야 했기 때문에 기본 설계는 현대 차량에서는 부적합하다. 또한 엔진의 길이로 인해 크랭크축과 캠샤프트 모두에서 발생하는 비틀림 진동은 고속에서 신뢰성과 성능에 부정적인 영향을 미칠 수 있다. 특히 고속 엔진 RPM에서 크랭크 스로우에 대한 원심력의 영향으로 발생하는 "크랭크축 채찍"이라고 불리는 현상은 연결봉과 크랭크실 벽 사이의 물리적 접촉을 유발하여 엔진 파괴로 이어질 수 있다. 결과적으로 이 설계는 더 짧은 V8 엔진 구성으로 거의 완전히 대체되었다.

## 초기 (1903년~1918년)
최초의 직렬 8기통 엔진은 1903년 샤롱 지라르도 에 부아 (CGV)에 의해 구상되었지만, 실제로 제작되지는 않았다. 제1차 세계 대전 중 메르세데스가 메르세데스 D.IV와 같은 직렬 8기통 항공기 엔진을 제작하면서 큰 발전이 이루어졌다. 항공기 응용 분야에서 직렬 8기통 엔진의 장점은 길고 좁은 구성의 공기역학적 효율성과 크랭크축에 카운터웨이트가 불필요하게 만드는 엔진의 고유한 균형이었다. 당시 항공기 엔진은 프로펠러 끝단 속도를 음속 이하로 유지하기 위해 저속으로 작동했기 때문에 크랭크 및 캠샤프트 비틀림의 단점은 이때 고려되지 않았다.
V8 엔진 구성은 1914년까지 드 디옹-부통, 스크립스-부스, 캐딜락 자동차에 사용되었지만, 1920년 이전에 생산된 자동차에는 직렬 8기통 엔진이 사용되지 않았다.

## 전간기 (1919년~1941년)

### 고급형 자동차

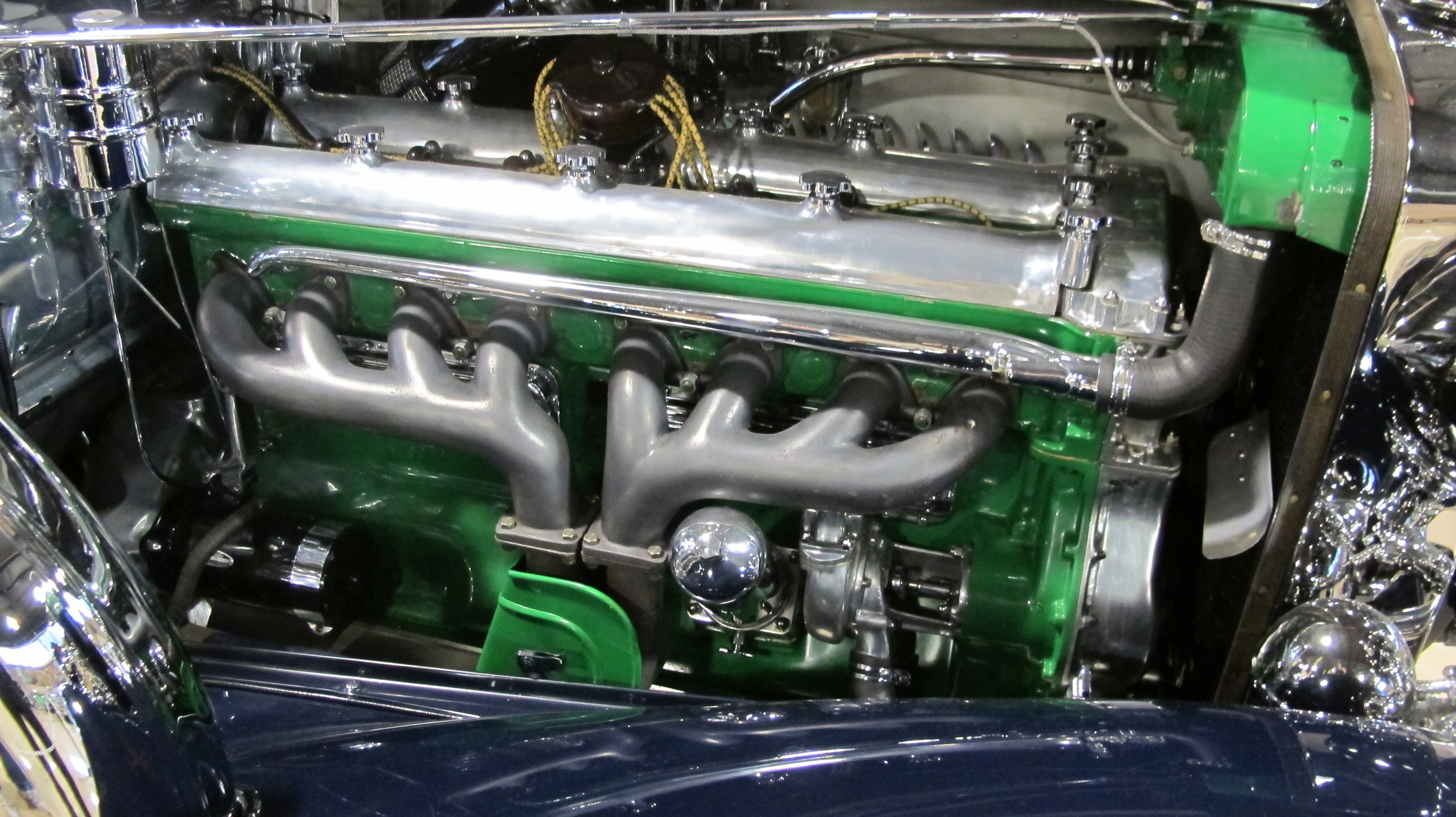
듀얼 오버헤드 캠샤프트 듀젠버그 모델 J 엔진

이탈리아의 이소타 프라스키니는 1919년 파리 살롱에서 자사의 티포 8에 최초의 양산 자동차 직렬 8기통 엔진을 선보였다. 레일랜드 모터스는 1920년 올림피아 국제 모터쇼에서 자사의 OHC 직렬 8기통 엔진을 장착한 레일랜드 에이트 고급차를 선보였다. 듀젠버그 형제는 1921년에 첫 양산 직렬 8기통 엔진을 선보였다.:p48
직렬 8기통 엔진은 제2차 세계 대전 이후까지 고가의 고급 및 고성능 차량에 사용되었다. 부가티와 듀젠버그는 일반적으로 이중 오버헤드 캠 직렬 8기통 엔진을 사용했다. 다른 주목할 만한 직렬 8기통 엔진을 장착한 자동차는 다임러, 메르세데스-벤츠, 이소타 프라스키니, 알파 로메오, 스터츠, 스턴스-나이트 및 팩커드에 의해 제작되었다. 이들 엔진의 마케팅 특징 중 하나는 인상적인 길이였다. 일부 듀젠버그 엔진은 4 ft (1.2 m) 이상으로 길어 이들 자동차에서 볼 수 있는 긴 후드 (보닛)를 만들었다.

### 미국의 프리미엄 자동차
1920년대 미국에서는 허프모빌 (1925), 챈들러 (1926), 마몬 (1927), 가드너 (1925), Kissel (1925), Locomobile (1925), 오번 자동차 (1925)을 포함한 자동차 제조업체들이 중산층을 겨냥한 자동차에 직렬 8기통 엔진을 사용하기 시작했다. 엔진 제조업체 라이코밍은 가드너, 오번, Kissel, 로코모빌을 포함한 자동차 제조업체에 판매할 직렬 8기통 엔진을 제작했다. 헙모빌은 자체 엔진을 제작했다. 라이코밍은 오번의 소유주인 에렛 로반 코드에 의해 인수되었는데, 그는 자신의 전륜 구동 코드 L-29 자동차에 라이코밍 직렬 8기통을 사용했고, Cord 소유의 Duesenberg Inc.를 위해 Duesenberg 형제가 설계했던 Duesenberg 모델 J용 직렬 8기통 엔진을 라이코밍이 제작하게 했다. Auburn, Cord, Duesenberg를 포함한 코드 코퍼레이션 내의 자동차 제조업체들은 1937년에 문을 닫았다. Lycoming은 오늘날까지 항공기 엔진 제조업체로 계속되고 있다.

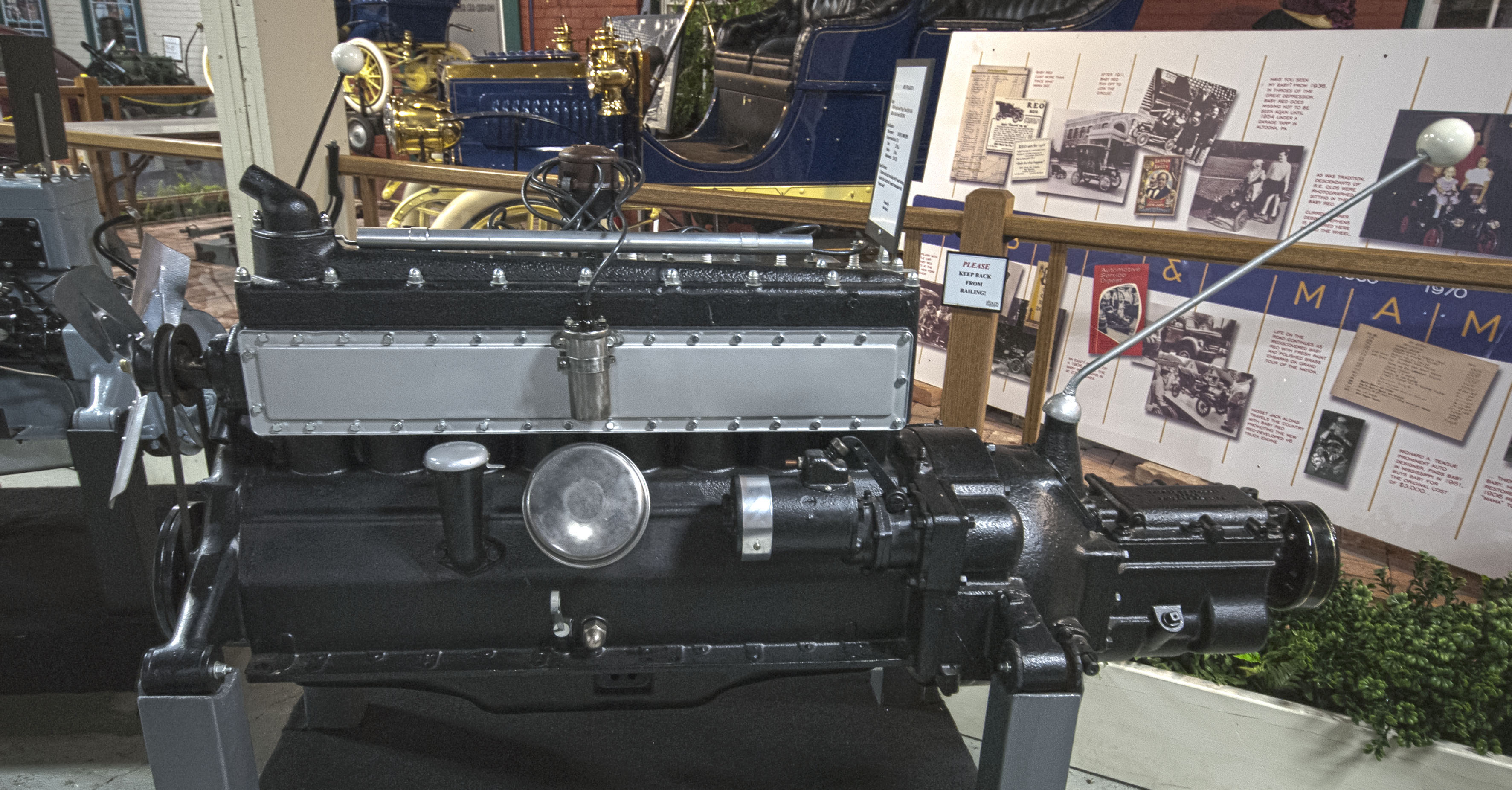
REO 1931-1934년형 8기통 직렬

1920년대 후반에는 대량 판매업체인 허드슨과 스튜드베이커가 각 라인의 프리미엄 차량에 직렬 8기통 엔진을 도입했다. 이어서 1930년대 초반에는 내쉬 (듀얼 점화 장치 포함), REO, 그리고 제너럴 모터스의 뷰익, 올즈모빌, 폰티액 부서가 직렬 8기통 엔진을 도입했다.
뷰익 i8 엔진은 오버헤드 밸브 설계였고, 올즈모빌 직렬 8기통과 폰티액 직렬 8기통은 플랫헤드 엔진이었다. 엔트리 레벨 브랜드인 쉐보레는 직렬 8기통을 보유하지 않았다. 제너럴 모터스의 고급 브랜드인 캐딜락은 전통적인 V8 엔진을 고수했다. 경쟁사들의 직렬 8기통만큼 부드러운 엔진을 만들기 위해 캐딜락은 크로스플레인 크랭크샤프트를 V8에 도입하고, 라인업 상단에 V12 엔진과 V16 엔진을 추가했다.
포드 모터 컴퍼니는 직렬 8기통을 채택하지 않았다. 그들의 엔트리 레벨 포드 자동차는 1950년대까지 플랫헤드 V8 엔진을 사용했으며, 링컨 고급차는 1930년대부터 1980년대까지 V8 엔진과 1930년대 및 1940년대에 V12 엔진을 사용했다. 크라이슬러는 고급 모델인 임페리얼을 포함한 프리미엄 크라이슬러 자동차에 플랫헤드 직렬 8기통을 사용했다.

### 비행선
영국의 R101 경식 비행선에는 5개의 비어드모어 토네이도 Mk I 직렬 8기통 디젤 엔진이 장착되었다. 이 엔진들은 1,000rpm에서 700 bhp (520 kW)의 출력을 내도록 의도되었으나, 실제로는 900rpm에서 585 bhp (436 kW)의 연속 출력 등급만 가졌다.

## 전후
제2차 세계 대전 이후 자동차 시장의 변화로 인해 직렬 8기통은 자동차 엔진으로서 쇠퇴하고 결국 사라졌다. 직렬 8기통의 주요 사용자들은 전쟁 전부터 이어져 온 미국 고급차 및 프리미엄 자동차였다. 플렉시블 시외 버스는 뷰익 직렬 8기통을 사용했다.
제2차 세계 대전 중 항공 휘발유 생산에 사용되는 정유 기술의 발전으로 저렴한 고옥탄 휘발유가 대량으로 보급되었다. 엔진은 고옥탄 휘발유를 활용하기 위해 더 높은 압축비로 설계될 수 있었다. 이는 긴 크랭크축과 캠샤프트의 한계를 더욱 증폭시키는 고응력 엔진으로 이어졌다.

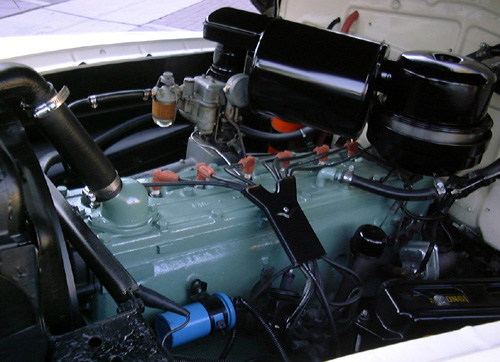
1940년대 OHV 올즈모빌 i8 엔진

올즈모빌은 1949년에 자사의 직렬 8기통 플랫헤드 엔진을 오버헤드 밸브 V8 엔진으로 교체했으며, 이때 캐딜락의 V8도 오버헤드 밸브 엔진으로 변경되었다. 크라이슬러는 1951년에 8기통 직렬 엔진을 유명한 헤미 V8로 교체했다. 허드슨은 1952년 모델 연말에 직렬 8기통 생산을 중단했다. 뷰익은 1953년에 (4.0" 보어 × 3 13⁄64" 스트로크 = 322 in³ (5.277 L)) V8을 도입했으며, 이는 자사의 (3 7⁄16" 보어 × 4 5⁄16" 스트로크 = 320.2 in³ (5.247 L)) 직렬 8기통과 비슷한 배기량이었다. 후자는 1953년 모델 연말까지 생산되었다. 폰티액은 1954년 모델 연말까지 직렬 8기통과 L-헤드 직렬 6기통 생산을 유지했으며, 그 후 V8이 표준이 되었다. 팩커드는 1954년 말에 상징적인 직렬 8기통 생산을 중단하고 오버헤드 밸브 V8로 교체했다.
1970년대 말까지 미국에서 생산된 자동차의 80%는 오버헤드 밸브 V8 엔진을 사용했으며, 나머지의 대부분은 6기통 엔진을 사용했다.:pp99-103,116-117
유럽에서는 제2차 세계 대전 중에 많은 자동차 공장이 파괴되었고, 전쟁으로 황폐해진 경제가 대형차를 다시 인기 있게 만들 만큼 회복되기까지는 여러 해가 걸렸다. 긴 엔진룸과 분리된 펜더에서 짧은 엔진룸을 가진 현대적인 구성으로 자동차 디자인이 변화하면서 직렬 8기통 엔진은 빠르게 사라졌다. 이와 함께 미국보다 몇 배나 비싼 휘발유 가격으로 인해 유럽에서는 4기통 및 6기통 엔진이 대부분의 자동차를 구동했고, 생산된 소수의 8기통 자동차는 V8 구성이었다.:pp99-113,119-135

### 군용 용도
영국 육군은 롤스로이스 B80 직렬 8기통 엔진 시리즈를 알비스 FV 600 장갑차 제품군에 채택했다. FV601 살라딘 장갑차는 후방에 엔진룸, 중앙에 76.2mm 저압포탑, 전방에 운전자가 있는 6x6 설계였다. 사라센 장갑 병력 수송차는 전방에 엔진, 중앙에 운전자, 후방에 최대 9명의 병사를 위한 공간이 있었다. Stalwart 수륙양용 병참 수송차는 전륜 위에 운전석, 후방에 더 큰 B81 엔진, 그리고 중앙과 후방에 큰 적재 공간이 있다. 살라만더 소방차는 비무장이었으며, 기존 소방차 상부 구조물과 함께 스탈워트와 유사했다.
롤스로이스 B80 시리즈 엔진은 레일랜드 마션 군용 트럭, 센추리온 ARV의 윈치 엔진, 그리고 다양한 데니스 소방차와 같은 다른 군용 및 민간 응용 분야에서도 사용되었다.

## 성능 및 경주용 자동차

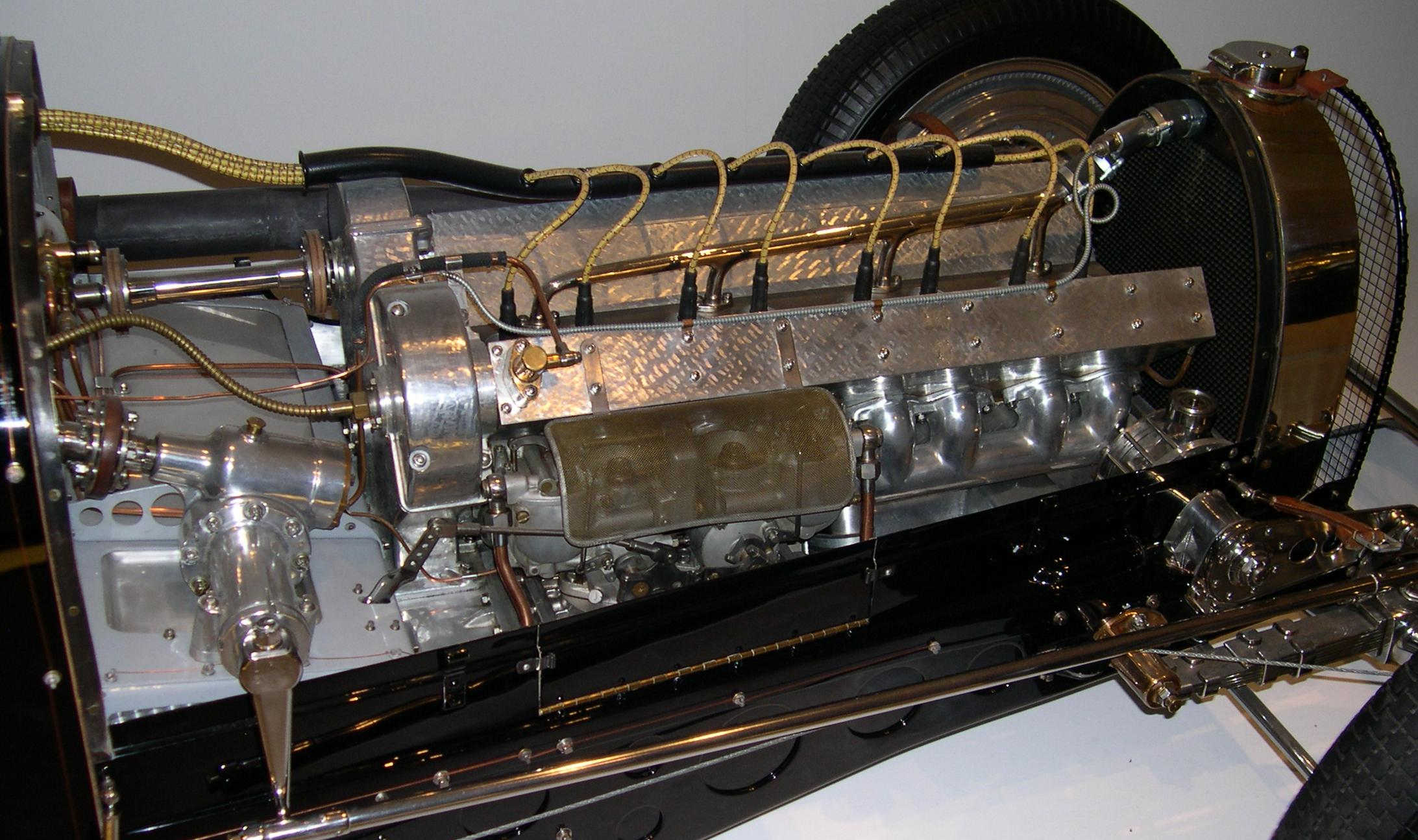
1933년 부가티 DOHC 직렬 8기통 엔진, 1930년대 타입 59 그랑프리 경주차

길이, 무게, 베어링 마찰, 비틀림 진동 등 직렬 8기통의 전후 쇠퇴를 초래한 단점에도 불구하고, 직렬 8기통은 1920년대 후반부터 1940년대 후반까지 고성능 엔진 설계의 선택이었고, 1950년대 중반까지 모터스포츠에서 계속해서 뛰어난 성능을 보였다. 부가티, 듀젠버그, 알파 로메오, 메르세데스-벤츠, 해리 밀러는 1920년대와 1930년대에 고성능 이중 오버헤드 캠샤프트 직렬 8기통 엔진을 장착한 성공적인 경주용 자동차를 제작했다.
듀젠버그 형제는 1920년 최초로 성공적인 직렬 8기통 경주용 엔진을 선보였으며, 그들의 3L 엔진은 인디애나폴리스 500에서 3위, 4위, 6위를 차지했다. 이듬해 그들의 자동차 중 하나는 프랑스 그랑프리에서 우승했으며, 다른 두 대는 4위와 6위를 차지했다. 이 회사가 제1차 세계 대전 중 16기통 항공기 엔진으로 수행한 작업을 기반으로 한 오버헤드 캠샤프트, 3밸브/실린더 엔진은 4,250 rpm에서 115 제동마력 (86 kW)를 생산했으며, 당시로는 놀라운 5,000 rpm까지 회전할 수 있었다. 전쟁 전에는 어떤 그랑프리 엔진도 3,000 rpm 이상으로 정점을 찍지 못했다.:pp22–25
부가티는 1922년부터 직렬 8기통 엔진을 실험했고, 1924년에 2L 부가티 타입 35를 선보였다. 이 차는 역사상 가장 성공적인 경주용 자동차 중 하나로, 결국 1000개가 넘는 레이스에서 우승했다. 듀젠버그처럼 부가티는 제1차 세계 대전 중 항공기 엔진을 만들면서 아이디어를 얻었고, 그들처럼 그의 엔진은 실린더당 3개의 밸브를 가진 고회전 오버헤드 캠샤프트 장치였다. 이 엔진은 5,000 rpm에서 100 bhp (75 kW)를 생산했으며 6,000 rpm 이상까지 회전할 수 있었다. 타입 35와 그 파생 모델은 거의 400대가 생산되었는데, 이는 그랑프리 자동차 경주 역사상 전례 없는 기록이다.:pp26–29

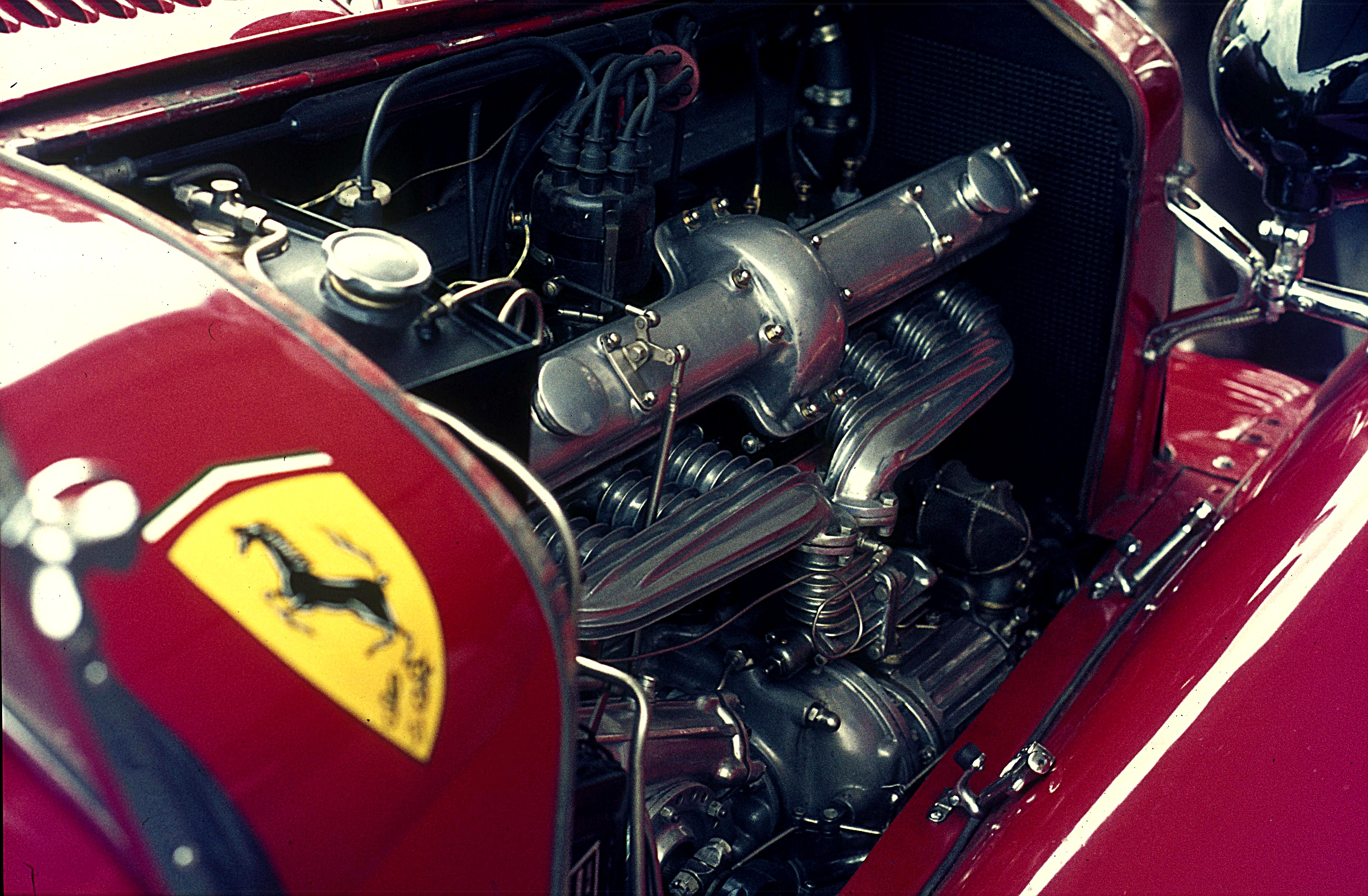
1932년 알파 로메오 DOHC 루츠 슈퍼차저 직렬 8기통

알파 로메오는 직렬 8기통의 공학적 문제에 가장 먼저 반응했다. P2 및 P3 경주용 자동차 엔진과 밀레 밀리아 및 르망으로 유명한 알파 로메오 8C 2300/2600/2900 스포츠카의 경우 캠샤프트 구동 장치를 엔진 중앙, 4번과 5번 실린더 사이에 배치하여 앞서 언급한 한계를 줄였다. 직렬 8기통은 실제로 캠샤프트 및 슈퍼차저용 공통 기어 트레인에서 중앙에 연결된 대칭적인 한 쌍의 직렬 4기통 엔진으로 제작되었다. 두 개의 오버헤드 캠샤프트가 있었지만 실린더당 두 개의 밸브만 있었다.:pp34–37
알파 로메오 직렬 8기통은 제2차 세계 대전 이후 1950년 포뮬러 원 경주 첫 시즌을 지배하고, 1951년 페라리의 V12 엔진 차량과의 경쟁에서 두 번째 시즌을 우승하기 위해 돌아왔다. 알파 로메오 158/159 알파타는 원래 1937년에 설계되었으며 1938년에서 1951년 사이에 참가한 54개 그랑프리 중 47개에서 우승했다 (전쟁으로 인한 6년의 공백 포함). 1951년까지 그들의 1.5L 과급 엔진은 9,300 rpm에서 425 bhp (317 kW)를 생산할 수 있었고, 10,500 rpm까지 회전할 수 있었다. 그러나 엔진은 잠재력의 한계에 도달했고, 1952년 시즌을 위한 규칙 변경으로 알파타는 구식이 되었다.:pp67–69
메르세데스-벤츠는 1955년 챔피언십 우승을 차지한 W196 포뮬러 원 경주용 자동차와 300SLR 스포츠 경주용 자동차로 마지막으로 주목할 만한 직렬 8기통 경주용 자동차를 만들었다. 300SLR은 스털링 모스와 데니스 젠킨슨의 1955년 밀레 밀리아 우승으로 유명했지만, 피에르 르베그의 치명적인 사고로 1955년 르망 24시에서 악명 높았다. 300SLR은 1930년대 초 알파 로메오 설계의 최종 발전형으로, 캠샤프트뿐만 아니라 이제 기어박스도 엔진 중앙에서 구동되었다. 엔지니어들은 긴 크랭크축 끝에서 동력을 얻으면 비틀림 응력이 너무 높을 것이라고 계산하여, 중앙 기어 트레인을 중앙에 배치하고 (이것은 이중 캠샤프트, 이중 마그네토 및 기타 액세서리도 구동했다) 후방의 클러치 하우징으로 구동축을 연결했다.:pp94-97

### 참고 문헌
- Davies, John William. “Welsh Motor Sport - Cars”. John William Davies. 2012년 10월 9일에 원본 문서에서 보존된 문서. 2009년 1월 20일에 확인함.
- van Damme, Stéphane. “Histomobile: Leyland - 1920s”. Stéphane van Damme. 2009년 1월 20일에 확인함.